# Diogo Leite
Diogo Leite fue un marino português del siglo XVI recordado por haber participado en las primeras expediciones de protección contra los corsarios franceses en el litoral brasileño y de haber realizado algunas expediciones de exploración.
Durante el período comprendido entre los años 1526 a 1529, estuvo al mando de una de las carabelas de la flota de Cristóvão Jacques, que tenía por finalidad impedir el comercio de los franceses en las costas de Brasil. Entre 1530 y 1532, también mandó una carabela de la flota de Martim Afonso de Sousa  con el fin de explorar la costa brasileña. Más tarde tuvo bajo su mando dos carabelas que conseguirán llegar hasta el río Gurupi, en Maranhão.